# Erik August Werdenhoff
Erik August Werdenhoff, född 11 maj 1864 på Hornsberg, Tryserums församling, Kalmar län, död 1947 i Lidingö, Stockholms län, var en svensk ingenjör och akvarellist.
Han var son till hovkamreren Frans August Werdenhoff och Lovisa Amalia Lidén och från 1909 gift med Helena Strandberg. Werdenhoff genomgick Norrköpings tekniska skola 1881–1884 och var anställd som ingenjör vid Motala verkstad 1884–1899 och vid Surahammars bruk 1899–1914 innan han blev konsulterande ingenjör. Vid sidan av sitt arbete var han verksam som konstnär och medverkade i några utställningar.